# Faktograf.hr
Faktograf.hr је хрватски веб-сајт за проверу чињеница који су 2015. основали Хрватско новинарско друштво и ГОНГ. Члан је International Fact Checking Network-a, а од априла 2019. године део Фејсбуковог програма Third Party Fact Checking. Године 2019. једина је медијска организација у Хрватској која се бави провером чињеница.
Фактограф оцењује тачност изјава јавних личности из Хрватске и медија једном од пет оцена: „Факт”, „Три кварта факта”, „Полуфакт”, „Ни пола факта” и „Ни Ф од факта”.